# Марашти (Вранча)
Марашти (рум. Mărăști) насеље је у Румунији у округу Вранча у општини Ракоаса. Oпштина се налази на надморској висини од 478 m.

## Становништво
Према подацима из 2002. године у насељу је живело 624 становника, од којих су сви румунске националности.